# Attalea maripensis
Attalea maripensis är en enhjärtbladig växtart som först beskrevs av Sidney Frederick Glassman, och fick sitt nu gällande namn av Scott Zona. Attalea maripensis ingår i släktet Attalea och familjen Arecaceae.
Artens utbredningsområde är Franska Guyana. Inga underarter finns listade i Catalogue of Life.